# 息國
息国，周代的诸侯国之一，又做鄎，姬姓，侯爵，春秋初期为楚文王所灭，其地被楚国设置为县。
前712年，息国讨伐郑国。当时郑庄公数年间屡败宋国和卫国等大国，军势如日中天。息师大败。《左传·隐公十一年》对息国此次出征的评价中，包含对其不自量力的批评。童书业认为，息国在当时敢于单独讨伐郑国，可见其军事实力也不弱。
前684年（周庄王十三年、鲁庄公十年、楚文王六年、蔡哀侯十一年），息侯因为蔡哀侯对自己的夫人息妫非礼，请求楚国假装讨伐息国，吸引蔡国（今河南上蔡西南）来救援，从而打击蔡国羞辱蔡侯。楚文王同意，打败蔡师俘虏蔡哀侯。 蔡侯为此怀恨在心，为报复息侯，在楚文王面前赞誉息妫的美貌。楚文王因此借宴飨息侯之机，灭亡息国而娶息妫，生下两子，即后来的两位楚王堵敖和成王。息妫至楚后，心情抑郁。楚文王宠爱息妫，为取悦她，于公元前680年（周僖王二年、鲁庄公十四年、楚文王十年、蔡哀侯十五年）借口蔡哀侯曾诱使其灭息，讨伐蔡国。同年七月，占据蔡都，不久退兵。《左传·哀公十七年》记载楚文王“实县申息”，说明楚国灭息国而设置为县。
息县在春秋时代楚国的争霸斗争中起了重要的作用。城濮之战，楚国令尹子玉并未帅楚国全部主力出征，而是以申息两县的兵力为主。因此子玉战败，楚成王有言“你若回国，申息两县的父老怎么办？”公元前585年，晋国讨伐蔡国，楚国以申息的兵力救蔡。晋国将领认为，此战如果获胜则仅仅是击败楚国的两县而已，若失败则更为耻辱，因此主动撤退 。顾颉刚指出，以申息两县的兵力足以和霸主之国晋国的军队周旋，可见申息两县的富庶。